# اچ‌ام‌اس دوریس (۱۷۹۵)
اچ‌ام‌اس دوریس (۱۷۹۵) (به انگلیسی: HMS Doris (1795)) یک کشتی بود که طول آن ۱۴۲ فوت (۴۳٫۳ متر) بود. این کشتی در سال ۱۷۹۵ ساخته شد.